# Susan Bejarano
Susan Yanet Bejarano Rodríguez (* 7. August 1995 in Colima, Colima), üblicherweise als Susan Bejarano bezeichnet, ist eine mexikanische Fußballspielerin, die vorwiegend im Mittelfeld eingesetzt wird.

## Leben
Susan Bejarano ist eine der langjährigsten Spielerinnen von Chivas Femenil und neben Victoria Acevedo die einzige im Kader der Saison 2022/23, die bereits die Pokalspiele in der Copa MX Femenil 2017 in den Reihen von Chivas bestritten hat. Bejarano gewann mit Chivas zwei Meistertitel in der Liga MX Femenil sowie einmal den Campeón de Campeones.
Nach insgesamt 109 Spielen für Chivas, in denen sie drei Tore erzielte, verlängerte Bejarano ihren Vertrag im August 2022 um zwei weitere Jahre bis zum Saisonende 2023/24.

## Erfolge
- Mexikanischer Meister: Apertura 2017, Clausura 2022
- Campeón de Campeones: 2021/22